# Anton Mensing

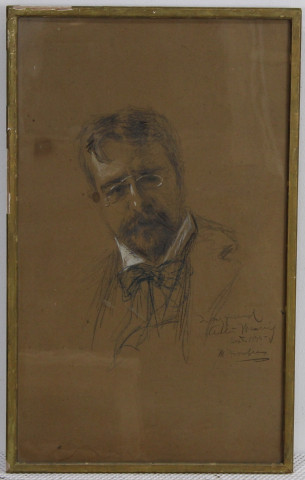
Anton Mensing, 1839. (James McNeill Whistler)

Antonius Wilhelmus Mari (Anton) Mensing (Amsterdam, 27 juni 1866 - aldaar, 24 juni 1936) was een kunsthandelaar, kunstverzamelaar en eigenaar van het veilinghuis Frederik Muller & Co..
Hij was zoon van boekbinder Carolus Johannes Mensing en Adelheid Catharine Elisabetha Trautwein, wonende in de Wijdekerksteeg. Anton trouwde met Anna Maria Moerbeek. Mensing groeide op in een eenvoudig rooms-katholiek milieu van boekenhandelaren en begon op vijftienjarige leeftijd bij de firma C.L. van Langenhuysen van Joseph Alberdingk Thijm. In 1885 trad hij in dienst bij antiquariaat Frederik Muller & Co., waar hij al snel chef van het bedrijf werd en zich onderscheidde door zijn bibliografische kennis. In 1892 werd Mensing mede-eigenaar van de firma en verbreedde de basis van het bedrijf door zich ook te richten op de handel in kunst. Hij introduceerde de uitgave van rijk geïllustreerde en goed gedocumenteerde catalogi, die in het buitenland werden opgemerkt en grotere opbrengsten op de veiling opleverden.
Na de dood van Frederik Adama van Scheltema werd Mensing in 1900 enig eigenaar van het bedrijf en wist Frits Lugt aan te trekken, die tot zijn vertrek in 1915 veel mooie catalogi samenstelde en enkele tentoonstellingen organiseerde. Frederik Casparus Wieder werd verantwoordelijk voor oude boeken en atlassen, en  W.A. van Buuren voor kunstnijverheid. In 1919 stopte Mensing met het antiquariaat en richtte zich volledig op de kunsthandel.
Mensing was niet alleen een succesvolle kunsthandelaar, maar had ook een passie voor wetenschap, met name op het gebied van de zeevaart. Hij legde verschillende verzamelingen aan, waarvan sommige al tijdens zijn leven een nieuwe bestemming vonden. Een grote verzameling boekbanden, kostbare boeksloten en hoekstukken werd in 1909 door de Koninklijke Bibliotheek gekocht en zijn kaarten, globes en atlassen gingen naar het Maritiem Museum in Greenwich. Zijn zeevaartinstrumenten gingen naar het Adler Planetarium in Chicago. Het Nederlandsch Historisch Scheepvaartmuseum, waarvan hij één van de oprichters was, kreeg ook enkele van zijn verzamelingen. Hij bleef actief in zijn bedrijf tot een halfjaar voor zijn dood en herdacht onder grote belangstelling nog zijn 50-jarige verbondenheid met Frederik Muller. De laatste maanden voor zijn overlijden verbleef hij bij zijn dochter Adeline Kuik-Mensing in Pully, Zwitserland, maar keerde terug naar Amsterdam om vervolgens in het Mariapaviljoen van het OLVG te overlijden. Zijn zoon Bernhard Mensing (Bernardus Franciscus Maria Mensing (1903-1972) volgde hem op. Na Antons overlijden waren 21 veilingdagen nodig om zijn enorme voorraad kunstvoorwerpen, schilderijen en boeken te verkopen.
Mensing ontving in 1927 de Chevalier de la Légion d'Honneur voor zijn werk voor de Franse musea. Hij was tevens officier in de Orde van Oranje Nassau en ontving de Koning Albert Medaille.

## Wetenswaardigheden
- Mensing was van 1917 tot 1922 waarnemend conservator van het in 1916 opgerichte Amsterdamse Scheepvaartmuseum.
- De verzamelingen van Mensing zouden behept zijn geweest met vervalsingen.[7][8] In oktober 1994 richtten vier musea de Stichting Anton Mensing Scientific Instrument Project op, met als doel om de wetenschappelijke instrumenten die door Anton Mensing waren verzameld en verhandeld op te sporen en op hun authenticiteit te onderzoeken. Hoewel Mensing zelf wellicht onkundig was van deze zaak is zijn naam in het internationale circuit van historische wetenschappelijke instrumenten tot de dag van vandaag synoniem met 'vervalsing'.[9][10]

- Bibliothèque nationale de France: cb155094318 (data)
- Biografisch Portaal: 50413550
- Gemeinsame Normdatei: 130039470
- International Standard Name Identifier: 0000 0000 2758 9311
- Library of Congress Control Number: n83227229
- Nationale Bibliotheek van Israël: 987007360481705171
- Nederlandse Thesaurus van Auteursnamen: 10789386X
- RKD-Nederlands Instituut voor Kunstgeschiedenis: 353175
- Système universitaire de documentation: 069232857
- Virtual International Authority File: 69236447
- WorldCat: E39PBJyrWFTthRVPDth3R3XDbd